# Feliks Wrobel

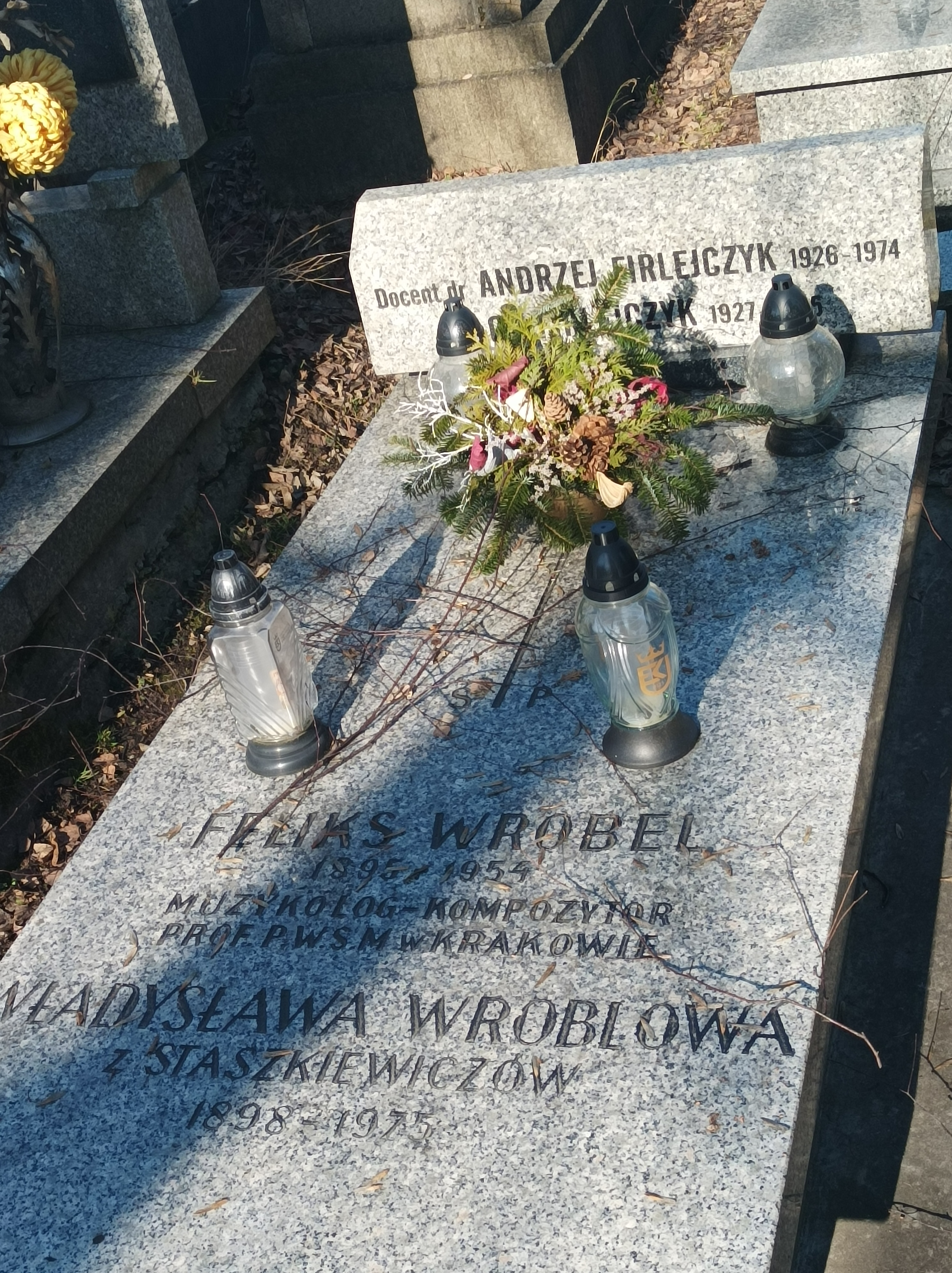
Grób Feliksa Wrobla na cmentarzu Salwatorskim

Feliks Wrobel (ur. 15 maja 1894 we Włocławku, zm. 15 kwietnia 1954 w Krakowie) – polski kompozytor, teolog i pedagog.

## Życiorys
Studiował w konserwatorium w Warszawie kompozycję u Romana Statkowskiego, dyrygenturę u Grzegorza Fitelberga i teorię muzyki u Piotra Rytla. Po studiach prowadził działalność pedagogiczną w konserwatorium w Łodzi, którą kontynuował od 1945 w PWSM w Krakowie. Był redaktorem Polskiego Wydawnictwa Muzycznego w Krakowie.
Jego najbardziej znanym utworem są Korowody wiejskie II. Inne jego dzieła to: Oberek, Ujsołami szli górale, Scherzo z Symfonii góralskiej. Jest autorem książki Partytura na tle współczesnej techniki orkiestracyjnej (wyd. 1954).
Spoczywa na Cmentarzu Salwatorskim (sektor SC10-14-31).